# تباتكوكت (أهل تكوت)
تباتكوكت هو دُوَّار يقع بجماعة الدراركة، عمالة أكادير إدا وتنان، جهة سوس ماسة في المملكة المغربية. ينتمي الدوّار لمشيخة أهل تكوت التي تضم 7 دواوير. يقدر عدد سكانه بـ 966 نسمة حسب الإحصاء الرسمي للسكان والسكنى لسنة 2004.

## روابط خارجية
- البوابة الوطنية للجماعات الترابية نسخة محفوظة 12 مارس 2018 على موقع واي باك مشين.
- المندوبية السامية للتخطيط